# Rio Cucuteni
O Rio Cucuteni é um rio da Romênia, afluente do Bahluieţ, localizado no distrito de Iaşi.